# Acalolepta grossescapus
Acalolepta grossescapus là một loài bọ cánh cứng trong họ Cerambycidae.